# Eleocharis occidentalis
Eleocharis occidentalis là loài thực vật có hoa trong họ Cói. Loài này được Mereles mô tả khoa học đầu tiên năm 1990.